# Yeoman

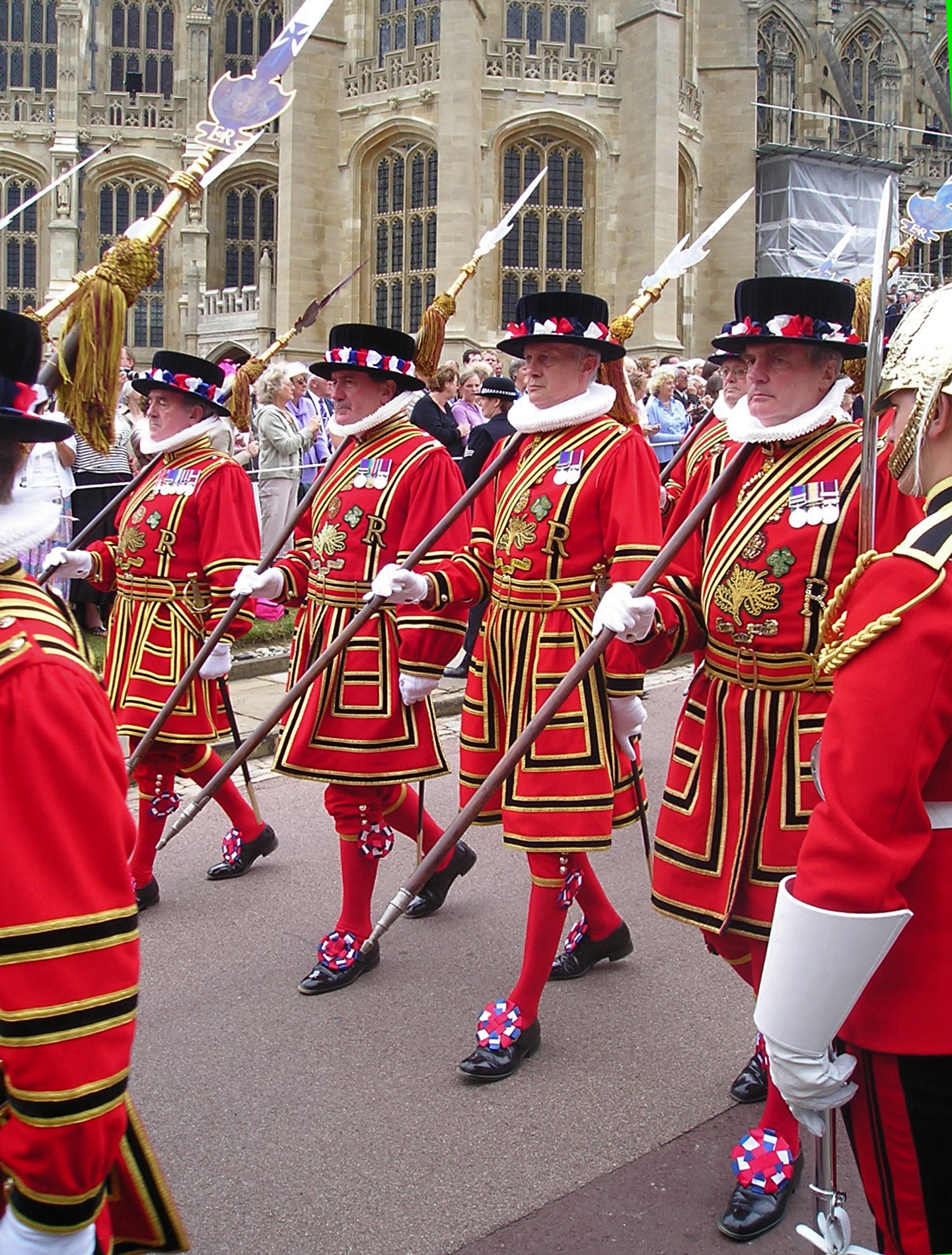
Yeomen de la Guardia (beefeaters) en la procesión anual a la reunión de la Orden de la Jarretera en el Castillo de Windsor.

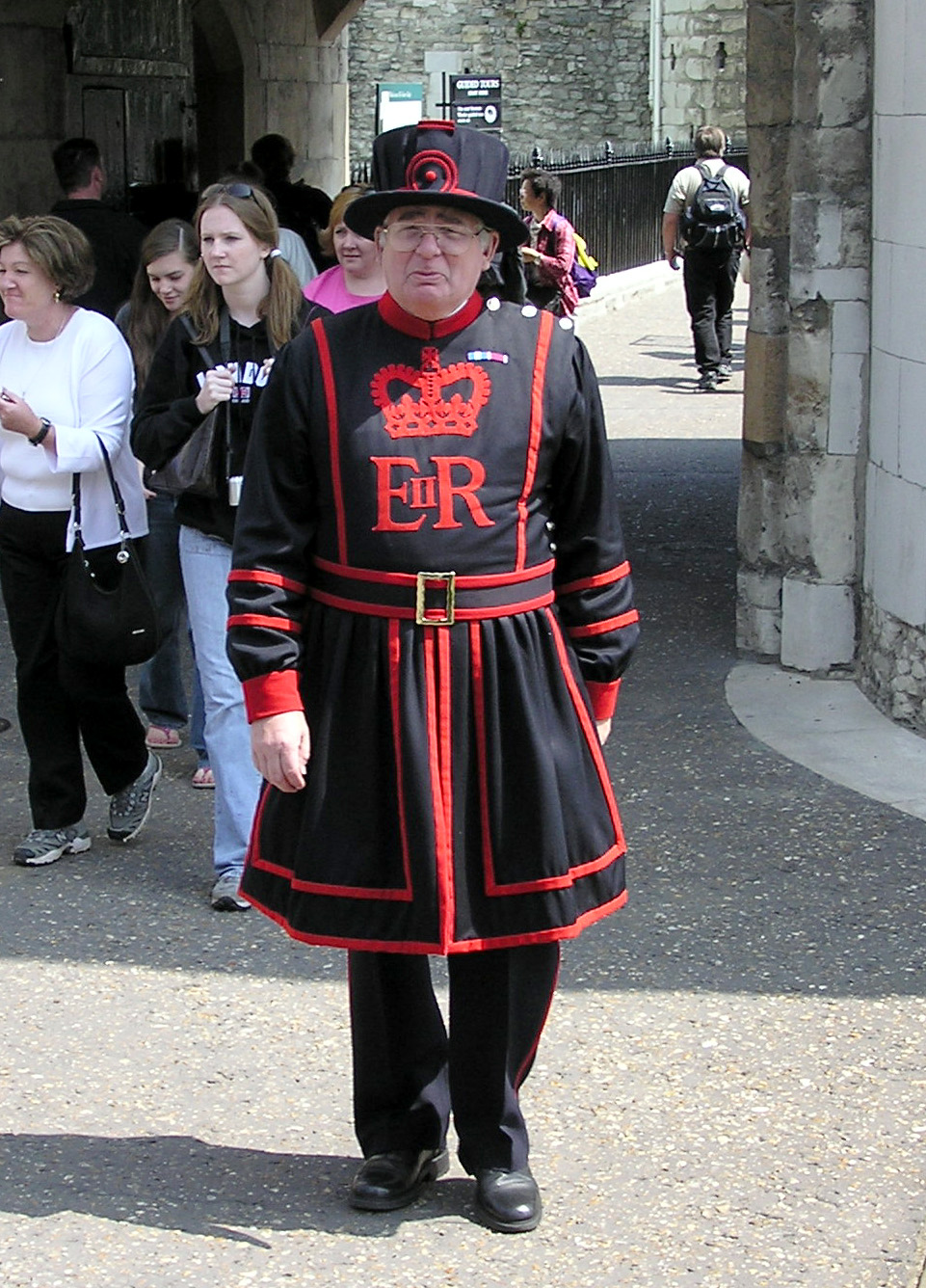
Yeoman Warder de la Torre de Londres.

Yeoman (pronunciado [you-mn], en plural yeomen) es un término del idioma inglés con el que se designa a un campesino que cultiva su propia tierra. Históricamente, en la estructura de clases de la Edad Media y Moderna en Inglaterra estaba por debajo de la gentry, pero tenía derechos políticos y representaba a grandes rasgos el ideal de inglés libre de nacimiento (free-born Englishman) que sustentaba buena parte del imaginario sociopolítico inglés. Más genéricamente, se puede aplicar a otros contextos históricos, sociales, temporales o espaciales. También puede designar a un guarda o a un funcionario subalterno.
Un yeoman, especialmente en la época isabelina de finales del XVI y comienzos del XVII, era un hombre libre que poseía una pequeña propiedad, un pequeño propietario o campesino próspero que se había ganado con su esfuerzo una reputación de valentía, lealtad y capacidad para el trabajo duro (yeoman's job); lo que en la Monarquía Hispánica del Antiguo Régimen se denominaba villano o labrador rico (el Pedro Crespo de El Alcalde de Zalamea, por ejemplo). Un término equivalente en la Alemania de época similar era el de freibauer, y en Rusia el de odnodvorets.
También yeoman era un rango de la corte inglesa, en la que se otorgaban títulos como Yeoman of the Chamber, Yeoman of the Crown, Yeoman Usher, King's Yeoman y otros, en su mayor parte conectados con la protección física como guardaespaldas del soberano o de otros dignatarios, así como otras tareas.
En el uso británico moderno, yeoman se refiere específicamente a un miembro de la reserva militar del arma de caballería (unidad llamada yeomanry), que funcionaba como una milicia formada por los miembros del común de moderada riqueza y que tenían un cierto estatus de respeto y estimación en las comunidades de Inglaterra y Gales, y en la actualidad forman parte del Ejército Territorial (Territorial Army). Existen los Yeomen of the Guard, los Yeomen Warders de la Torre de Londres, y los que sirven en la Royal Household del Castillo de Windsor (Yeoman of the Cellar) y otros puestos militares en el Cuerpo de Señales, en la Marina Real Británica y en la Marina de los Estados Unidos (Yeoman of Signals).

## Mujeres y robots
Desde el siglo XIX los yeomen pueden ser mujeres, pero formalmente no se denominan yeowomen (lo que sería un vulgarismo que han llegado a registrar los diccionarios, vicio del lenguaje bastante frecuente formado por congruencia, casi similar a decir en castellano "conmigo o sinmigo"), sino yeomen, y desempeñan "tareas propias de su sexo". Ello se ejemplifica, por ejemplo, en las fotografías de la Primera Guerra Mundial que ilustran la obra de Janet Lee War Girls: The First Aid Nursing Yeomanry in the First World War (Manchester University Press, 2012). Asimismo en inglés, ocasionalmente, cuando una pieza de un sistema robótico desempeña en una misión compleja funciones ancilares de cierta autonomía, como en la misión de explorar el cielo el Telescopio Espacial Hubble mencionado más abajo, analógicamente se la considera yeoman o parte del yeomanry.

## Etimología e historia
Formas expandidas de yeoman, como yongeman o yongerman, son posiblemente de origen anglosajón o germánico noroccidental, y se transformarían en yeman or yoman en la Edad Media (con variaciones como yoeman, etc.). A comienzos del siglo XIV la palabra se desarrolló en la forma moderna. En 1363 la forma vernacular de la lengua inglesa fue reconocida como lengua nacional en la Corte, con lo que la palabra francesa valet (usada en el lenguaje formal) y la latina valectus (usada en los tribunales) pasaron a ser reemplazadas por la palabra yeoman. Hasta entonces el término yeoman se identificaba con el de servant (sirviente), como se usa en los Calendar Patent Rolls de comienzos del siglo XIV. La asociación de la condición de joven (en inglés young-man) con la condición de sirviente también se hace en castellano (mancebo, paje, mozo,etc.).
The Canon's Yeoman's Prologue and Tale es una de las partes de los Cuentos de Canterbury de Geoffrey Chaucer.

### Alta Edad Media
En su libro Germania, Tácito habla de "jóvenes elegidos de cada distrito (pagus), que son rápidos a pie, y con esta rapidez apoyan la caballería, fijos en número (100) y de ahí toman su nombre del honor". No está claro qué quiere decir Tácito con esa expresión "nombre de honor", pero puede referirse al hundred (the hundred men  -los cien hombres-) que en la Inglaterra anglosajona eran una unidad de reclutamiento del fyrd (milicia anglosajona) con su propio tribunal y estatus legal.
En muchos aspectos, el antiguo yeoman era muy similar a la yeomanry actual (los voluntarios del Ejército Territorial del Reino Unido), que como cuerpo militar toma su origen de la caballería voluntaria de mediados del siglo XVIII, y que para 1790 era conocida como Yeoman Cavalry.
El término yeoman también se usaba para definir a un hombre que seguía a un chief (jefe) o un lord (señor), conocidos en tiempos antiguos como gau judices (district chiefs o jefes de distrito). El término es similar en concepto a los geneatas, o guerreros-compañeros. Los heartho-geneatas eran guerreros del lugar, que formaban el comitatus o séquito guerrero de los señores. El término geneatas es el origen del término, más moderno, knight (caballero). En lengua britónica, el término gweis se usaba en el mismo contexto, para designar a un joven nacido libre y tomado al servicio. El prefijo gótico gewi- o gawi- es muy similar. Ambas lenguas están ahora extintas, aunque el antiguo britónico ha evolucionado localmente en la lengua galesa y la lengua córnica, mientras que la lengua cumbria y muchos otros dialectos britónicos se han extinguido.
El término yongermen se encuentra en textos desde el siglo XII, mientras que el término geongramanna ya aparece en Beowulf, poema de un periodo muy anterior (siglo VIII). La división política territorial propia de Germania denominada gau se extendió por otras zonas de la Europa Occidental con las invasiones germánicas simultáneas a la caída del Imperio romano; los jóvenes guerreros de cada uno de esos distritos formarían esos gauman o yeoman, en cuya definición se incluiría tanto la juventud como la condición de servicio militar vinculado a una tierra, principalmente en asentamientos de las regiones fronterizas o remotas. Tal conexión con la tierra sería la misma que muestra el término inglés pages con los latinos pagus o rusticus, todos ellos relacionados también con el de yeoman.

### Baja Edad Media
A través de los siglos medievales, el término yeoman se fue usando en las casas nobles y la casa real inglesa para indicar un rango, posición o status propio de la servidumbre y de la guerra feudal. Su posible relación con las expresiones yonge man o iunge man (young man, joven) indica su aplicación a los sirvientes nacidos libres (serviens o sergeant) y que se situaban jerárquicamente entre el esquire (los portadores de shield escort, del latín scutum, escudo) y el page (del latín pagus, aplicado a lo rústico y que en castellano da pago, pagano y paje; y que en inglés se aplicaba con el sentido de young errand boy -chico de los recados-).
Mucho antes de que, con las Cruzadas, apareciera el concepto de caballería, el término knight (derivado del antiguo cniht) tenía el significado original de boy (muchacho). Se usaban términos como radman, radcniht o radknight ("hombre que monta, o jinete", "hombre de la carretera", "muchacho que monta", "muchacho de la carretera, o paje", respectivamente). La diferencia entre cada uno de esos términos ayudaba a distinguir a los jinetes adultos (riding men/yeomen) de los jinetes jóvenes (pages) que proporcionaban servicios de monta o carretera. También indicaba una carrera o cursus honorum dentro de una casa noble o de la casa real.
Todas las clases de combatientes medievales, desde los knights (particularmente los knight's bachelors), squires, yeomen, hasta los pages, eran normalmente sirvientes jóvenes; el grado de importancia o status de cada uno cambiaba con el tiempo. Muchos servidores (serviens o sergeants) solían ser promovidos a puestos de diferente importancia dentro de la casa de un rey o un lord.

## Uso del término
Si el término se asocia con la tierra o con la forma de propiedad sobre la tierra, también puede tener su origen en el antiguo dominio anglosajón de Inglaterra, o incluso anterior, como sugiere su origen etimológico. La tierra era el principal indicador de estatus social y riqueza desde la Alta Edad Media hasta que se fijó el uso del término a partir del siglo XVI, por lo que denotaríaa los más prósperos en su relación con la tenencia de tierras, en términos de dominio absoluto, de arrendamiento o de las formas feudales de acceso a la tierra (manso de los campesinos). No todos los yeomen poseían tierras, ya que muchos eran la servidumbre con residencia en el interior de los castillos. Al comienzo del dominio anglosajón, la clase de los geneatas respondería al concepto de un campesinado aristócrata. Los yeoman serían la conexión entre el campesinado y la nobleza, en forma de una clase media que entraba en servicio, bien del rey, bien de un lord (señor). También es posible identificarles con la clase de los libri homini (freemen, hombres libres -véase también franklin-) citados en el Domesday Book. El yeoman en servicio de un rey o lord sería conocido como serviens/sergeants, o valet/valectus durante el periodo normando. También hubo hombres citados como socmen o sokemen en fuentes anglas o danesas, equivalentes en estatus al radman, combinando así la relación con la tierra y la condición servil de igual a igual.

### Uso como elogio o alabanza
Este uso está asociado a los logros históricos de los arqueros yeoman en numerosas batallas de la Guerra de los Cien Años, en que vencieron en inferioridad numérica frente a las tropas francesas (basadas en la fuerza masiva de la caballería pesada feudal). El Assize of Arms de 1252 requirió a los yeomen componer una milicia obligada a practicar la arquería y mantener su habilidad en ella. Seis mil bowmen ingleses lanzaron 42,000 flechas por minuto en la batalla de Crecy (1346); mientras que en la batalla de Agincourt (1415) Enrique V introdujo el  longbow ("arco largo"). La preocupación por mantener sana la base de reclutamiento de los arqueros motivó a Enrique VIII a prohibirles "distracciones frívolas", como el tenis en la Unlawful Games Act de 1541.
También se usa el término para denotar el excelente servicio dado por el sirviente heroico de un rey en el desempeño de funciones como la prevención de un intento de magnicidio o la protección de su castillo o palacio (los que en la época moderna son Yeomen of the Guard, Yeomen Warders y Beefeater de la Torre de Londres).
El término yeomen se emplea para calificar un servicio, un deber, un trabajo o un esfuerzo (yeoman service, yeoman’s duty, yeoman’s work o yeoman’s effort) de efectivo o eficaz, o incluso de algo que va más allá del mero cumplimiento de las obligaciones mínimas, como en los siguientes contextos:
- Los agentes forestales proporcionan un yeoman service en la búsqueda de los niños perdidos en el bosque.
- El Telescopio Espacial Hubble, desde su lanzamiento en 1990, ha realizado tareas que han recibido la calificación de yeoman service o yeoman’s duty.

## Tierra, renta y armamento
Los yeomen medievales se identificaban como los propietarios de tierras que rendían aproximadamente de 40 a 80 chelines anuales, lo que suponía una superficie entre ¼ de hide (un virgate) y un hide entero (entre 30 y 120 acres, o entre 12 y 50 hectáreas). A comienzos del siglo XII, 40 acres (16 hectáreas) de tierra proporcionaban una renta aproximada de 40 a 50 shillings. El Assize of Arms de 1252 daba instrucciones para que los pequeños propietarios se armaran y entrenaran con arco, y que los más ricos (wealthy yeomen) se les requiriera para entrenarse con espada, daga y arco largo o de guerra (sword, dagger and the longbow -the war bow-). Ese texto se refería a una clase que se terminó por identificar con el término yeomanry: los propietarios libres (freeholders) con renta de 40 shilling, indicando que "aquéllos cuya tierra rinda anualmente entre 40 y 100 [shillings], serán armados y entrenados con arco y flecha, espada, broquel y daga". La descripción del estatus social de los propietarios mencionados coincide con la del Knight's Yeoman de los Cuentos de Canterbury de Chaucer (General Prologue).